# Per Nilsson
Pour les articles homonymes, voir Nilsson.
Per Nilsson est un footballeur suédois né le 15 septembre 1982 à Härnösand.

## Palmarès
- Coupe du Danemark : 2015
- Championnat du Danemark : 2016

## Sélections
- 20 sélections et 0 but avec la  Suède.